# Ardea cinerea
L'airone cenerino (Ardea cinerea Linnaeus, 1758) è un uccello appartenente alla famiglia Ardeidae. Originario delle regioni temperate del Vecchio Mondo, oltre che dell'Africa, è la specie di airone che si spinge più a nord, tanto che in estate è facile incontrarlo lungo le coste norvegesi, ben oltre il circolo polare artico.

## Descrizione
Da adulto arriva ad una statura di 90-98 centimetri e un peso compreso tra 1020 e 2073 grammi. L'apertura alare può facilmente raggiungere 1,70 metri. Le sue piume sono grigiastre nella parte superiore e bianche in quella inferiore. Le zampe e il becco sono gialli. L'adulto ha piume nere sul collo e un ciuffo nucale nero molto evidente che si diparte dalla sommità posteriore e superiore dell'occhio. Nei giovani predomina il colore grigio. Non vi sono segni particolari per distinguere le femmine dai maschi; solitamente i maschi sono un po' più grandi. Come tutti gli aironi, vola tenendo il collo ripiegato a S. L'airone cenerino si nutre principalmente di pesci, ma può anche cacciare anfibi, insetti e occasionalmente piccoli rettili.

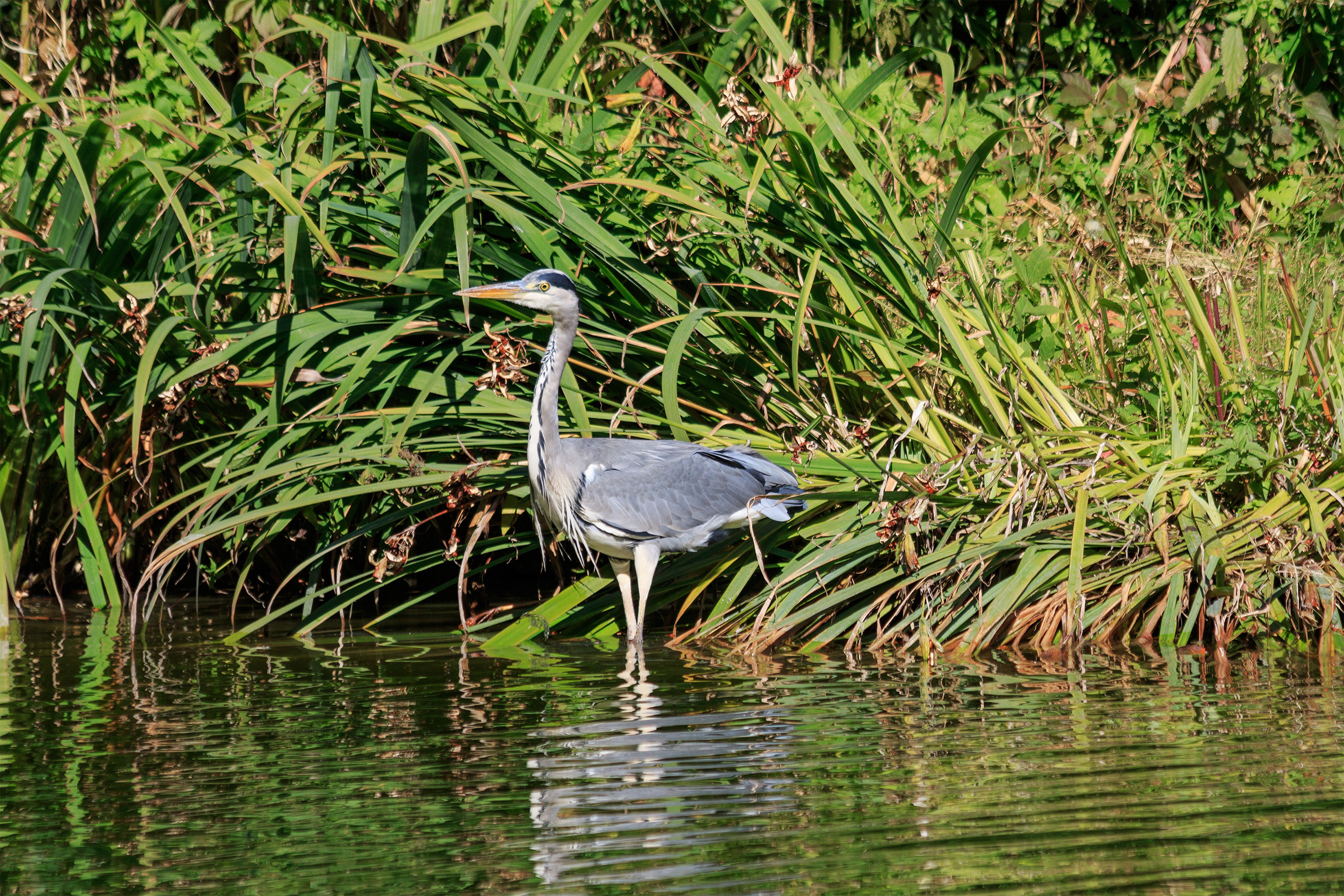
Airone cenerino
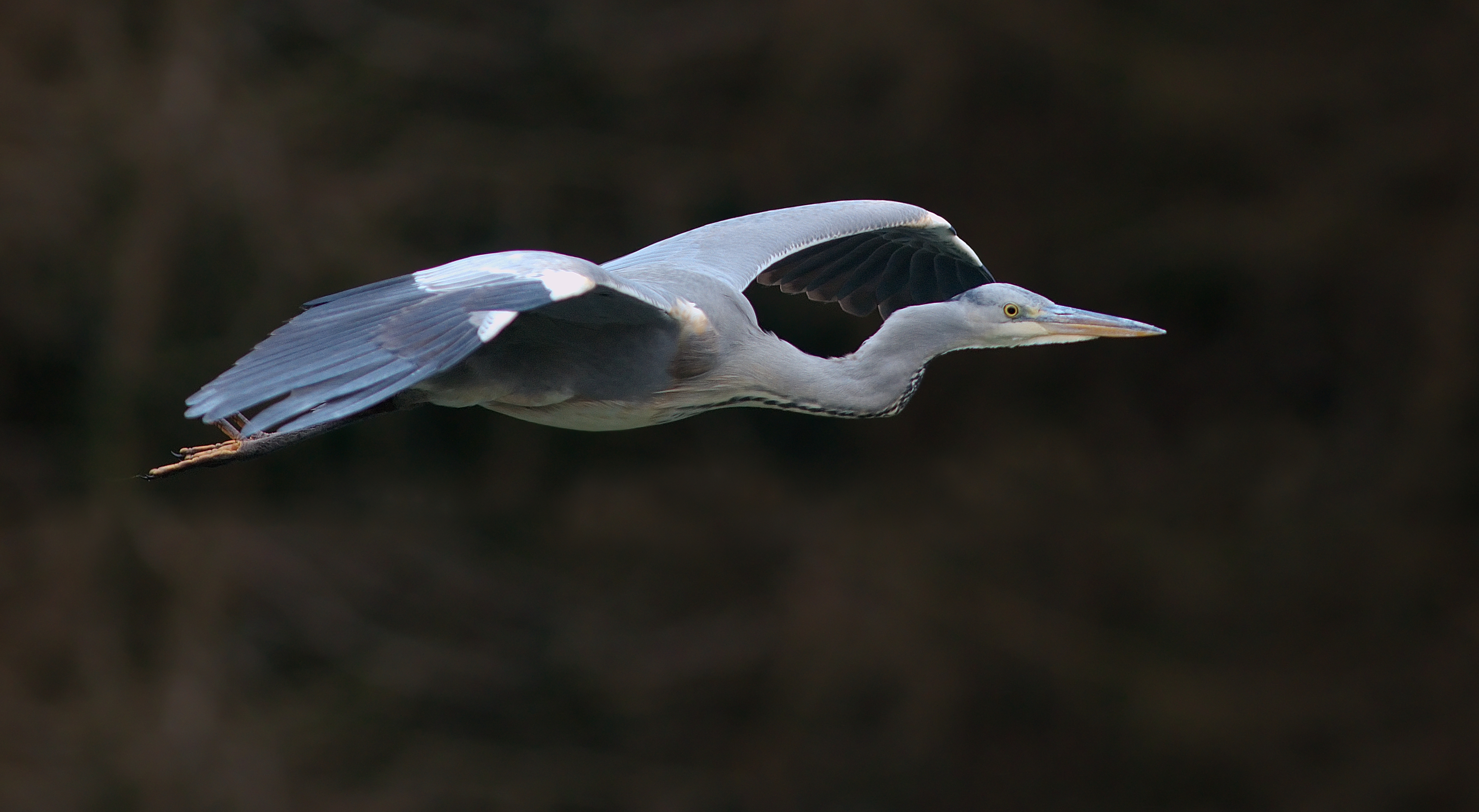
Airone cenerino in volo
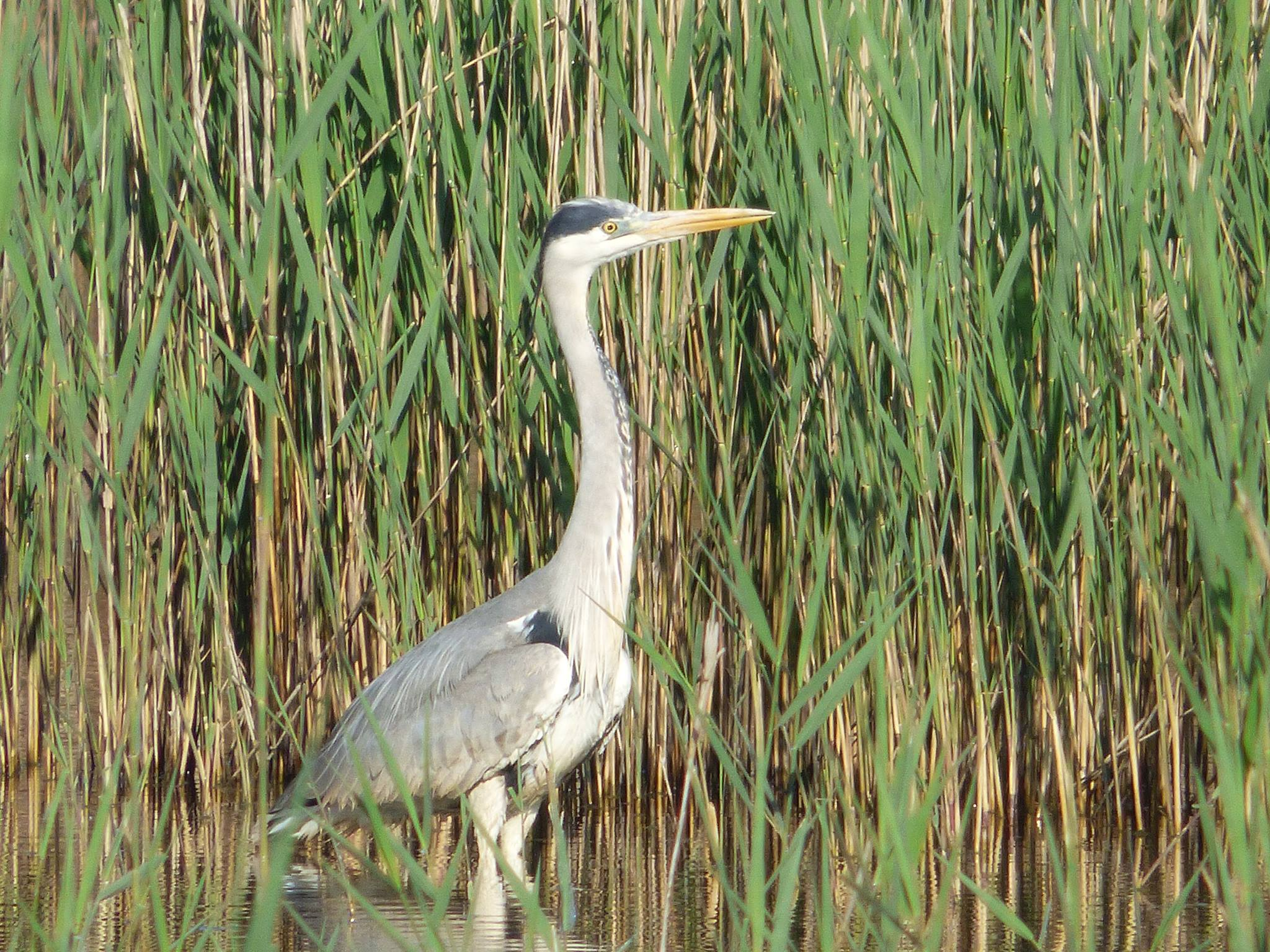
Airone cenerino (Tenuta di San Rossore (Pisa))
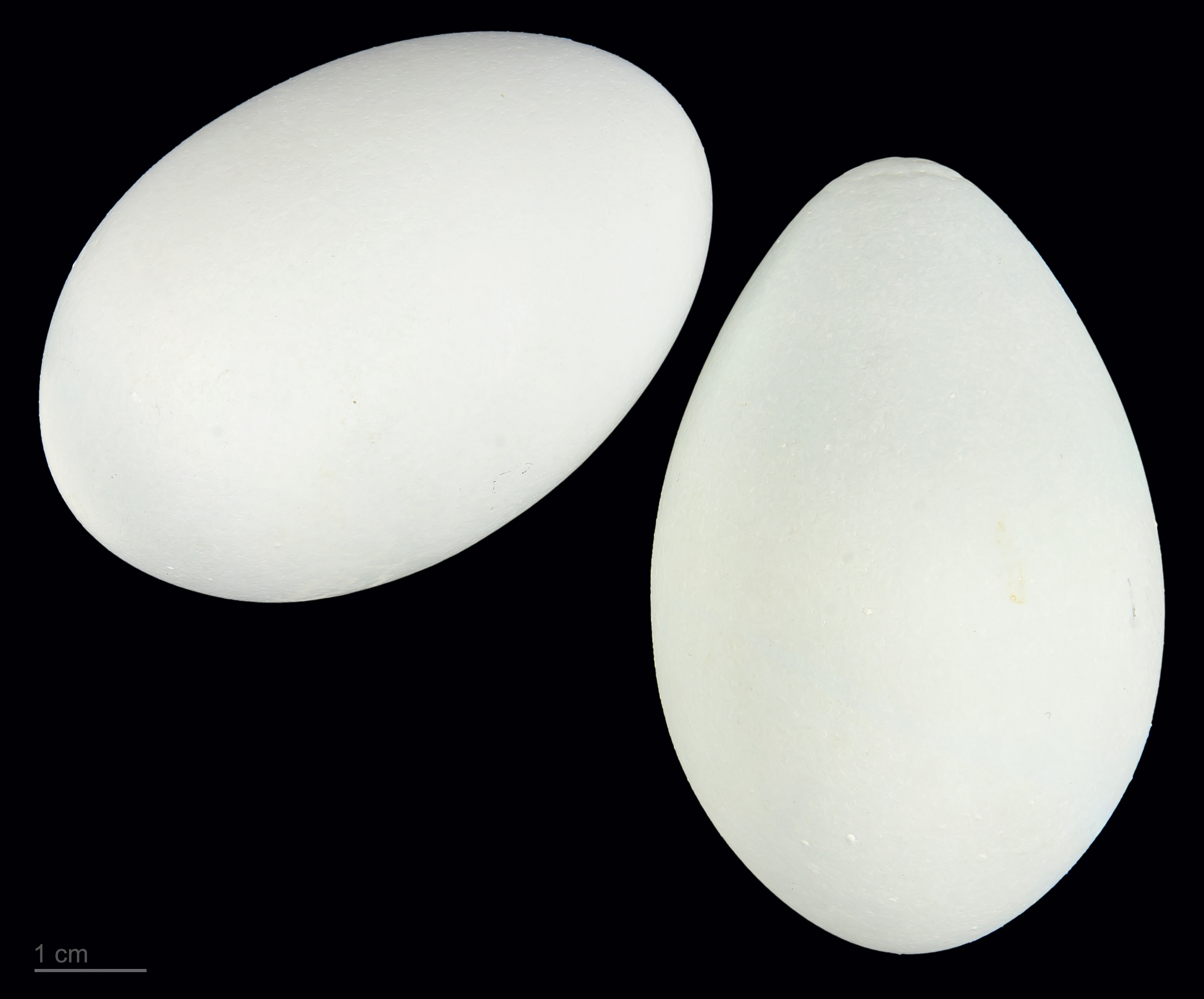
Campione museale di uova di Ardea cinerea

## Biologia

### Alimentazione
L'airone cenerino si nutre di pesci, rane, girini, bisce d'acqua, crostacei, molluschi, insetti acquatici, piccoli mammiferi e di piccoli di altri uccelli. È attivo sia di giorno che di notte, e per nutrirsi si sposta anche di decine di chilometri dal luogo di nidificazione o dal dormitorio.

### Riproduzione
Le popolazioni del paleartico nidificano da gennaio a marzo, mentre le popolazioni delle zone tropicali nidificano principalmente durante la stagione delle piogge. Nidifica in garzaie, colonie miste di diverse specie di aironi, che possono ospitare da poche a un migliaio di coppie. Il nido è normalmente una piattaforma di rami costruita nella parte alta degli alberi, anche se occasionalmente può essere costruito in un canneto o sul terreno. Le uova sono 4-5 per nido e vengono covate per circa 25 giorni. I giovani sono nutriti nel nido per circa 50 giorni. Si calcola che il 70% di essi non raggiunga i 6 mesi di vita; una volta superata l'età subadulta, però, possono raggiungere i 24 anni di vita.

### Spostamenti
Alcune popolazioni di airone cenerino, in particolare quelle eurasiatiche, sono migratrici: tra settembre e ottobre si spostano verso le aree di svernamento, da dove ritornano in febbraio. Si sposta prevalentemente di notte, in gruppi che possono raggiungere qualche centinaio di individui. Altre popolazioni, invece, sono sedentarie.

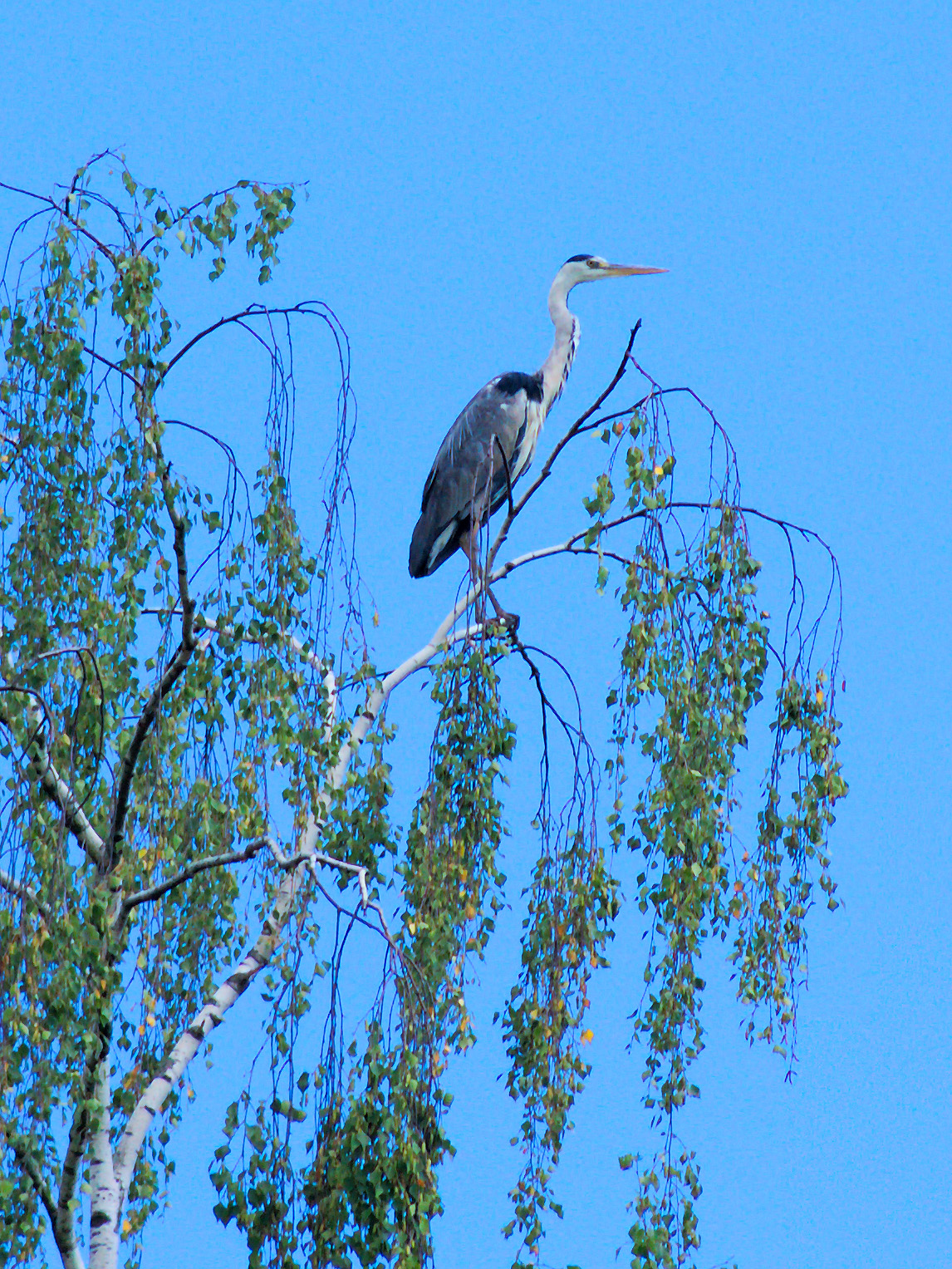
Ardea cinerea su betulla
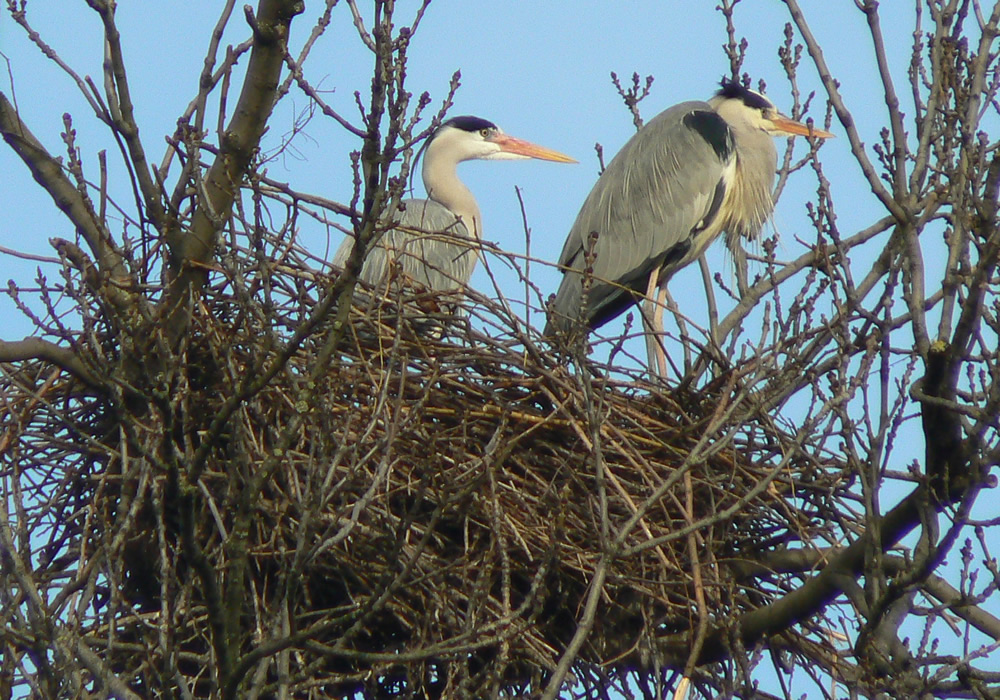
Aironi in un nido
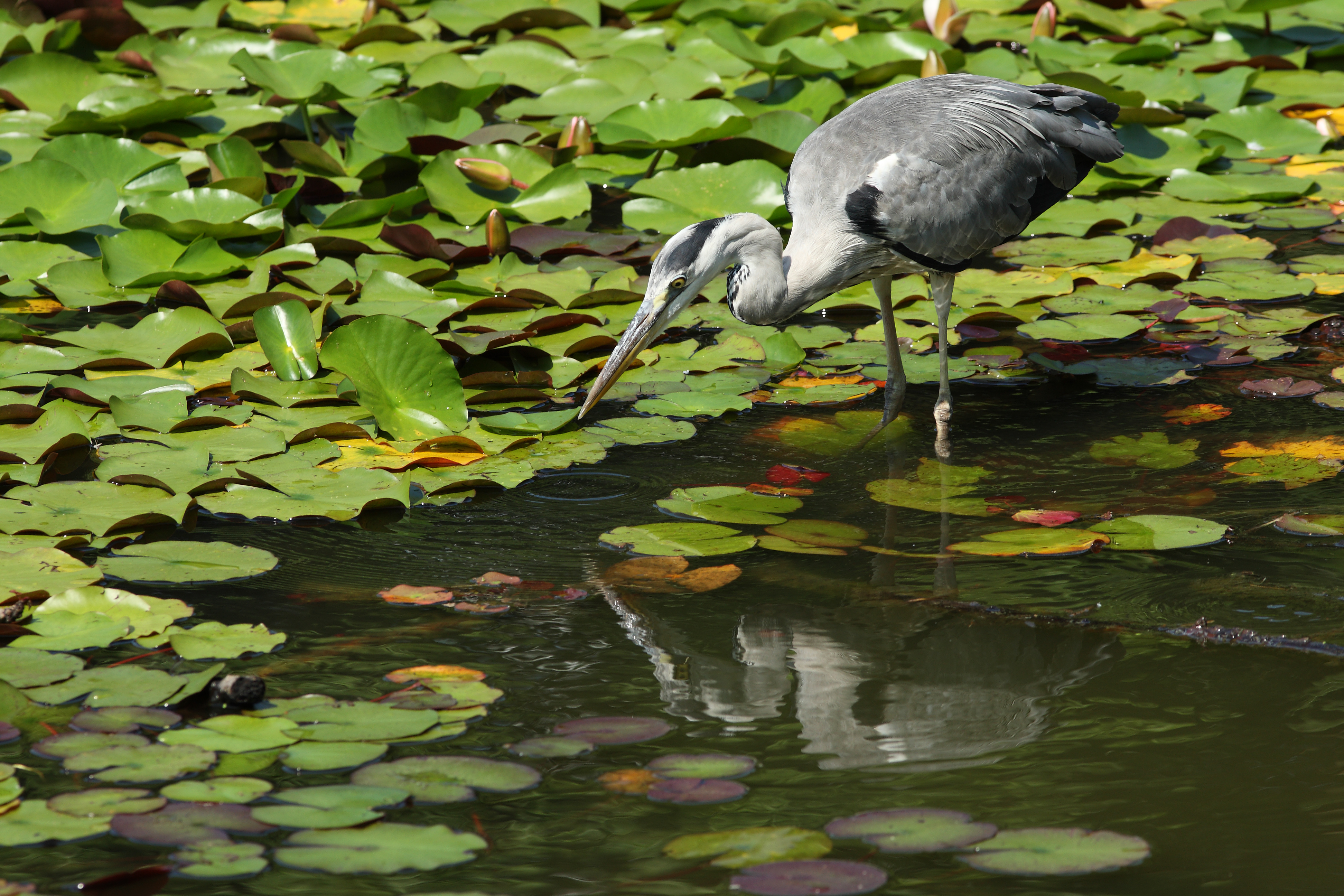
Airone cenerino in cerca di cibo
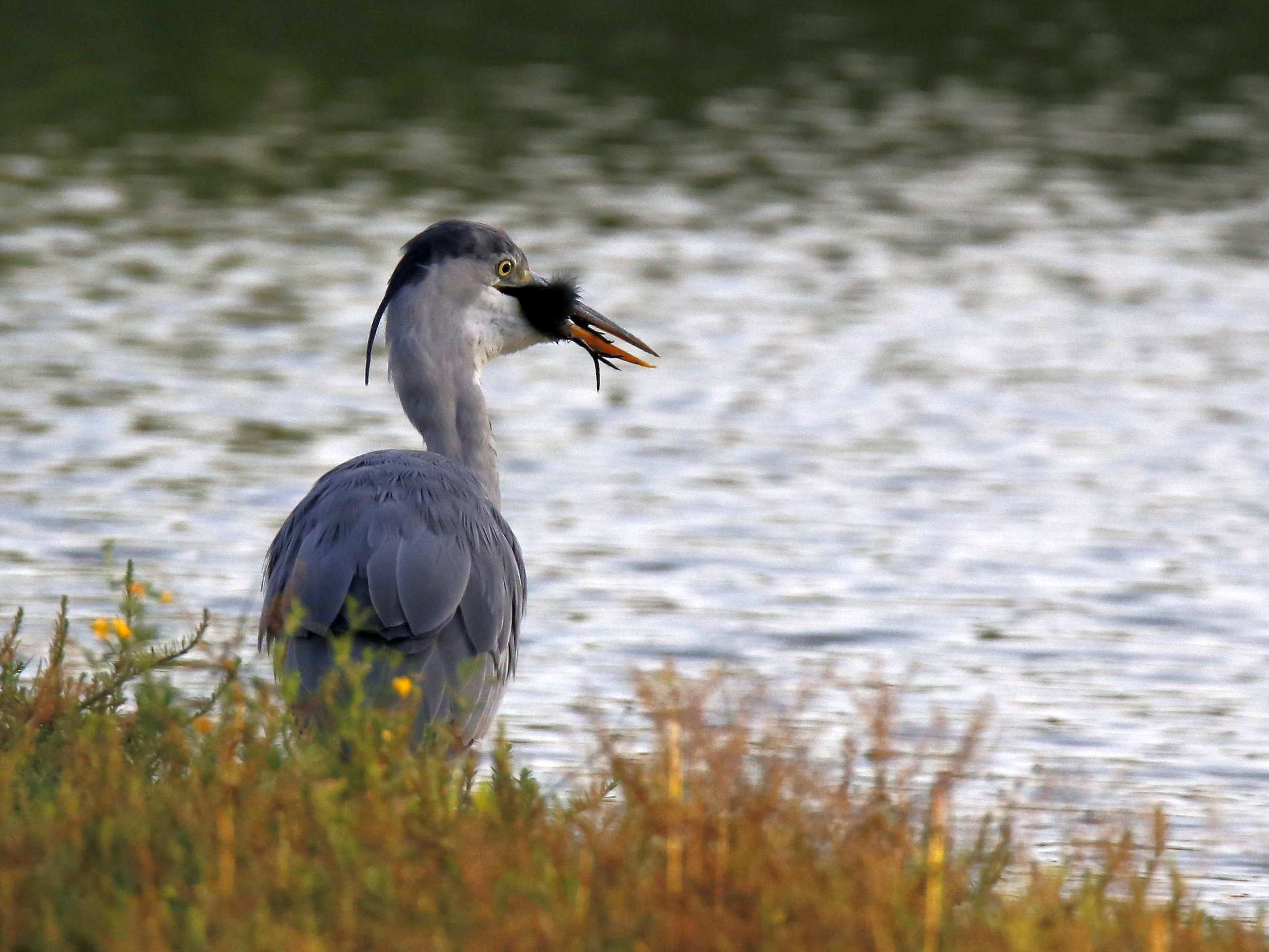
Ardea cinerea che si ciba di un pulcino di Gallinula chloropus
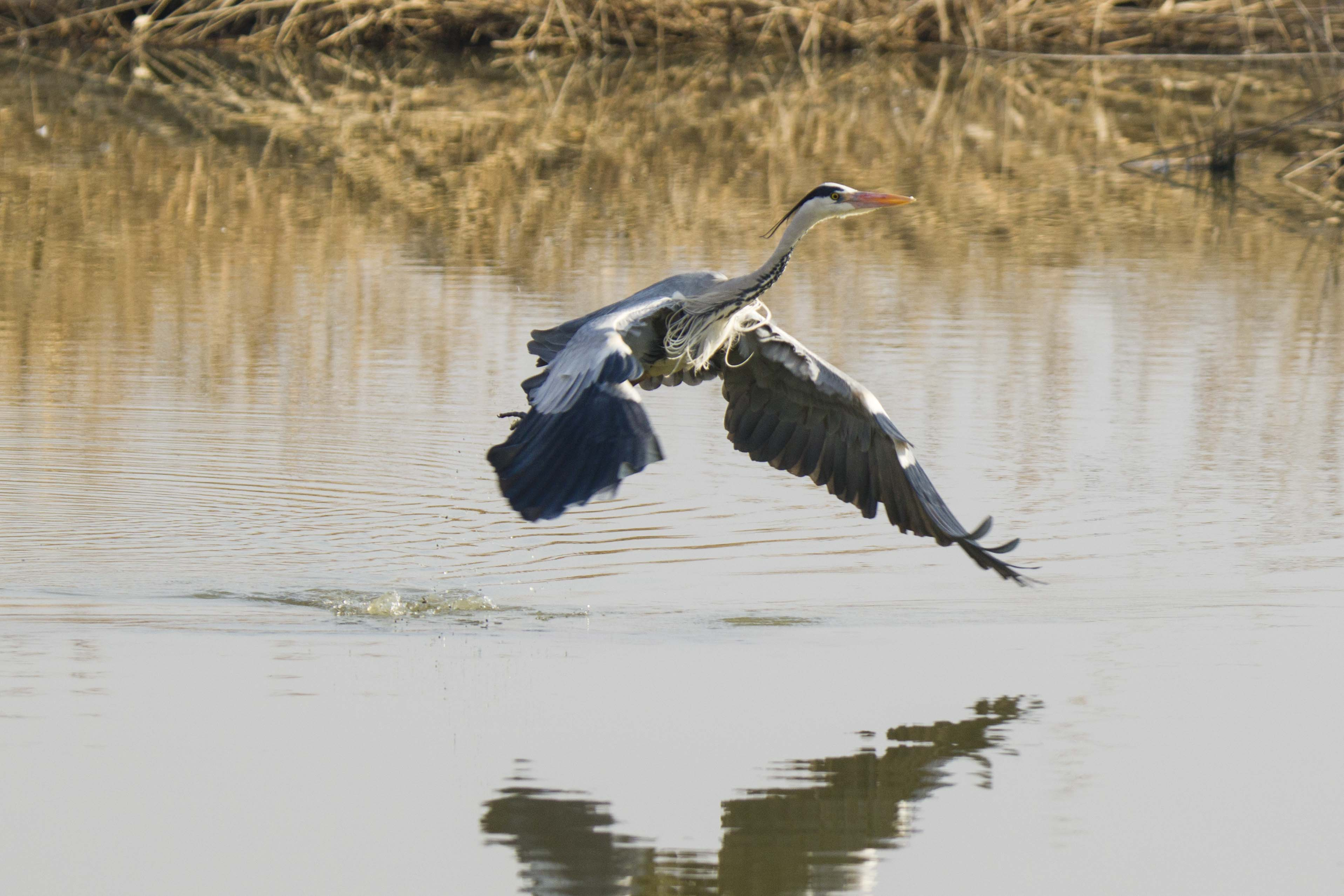
Airone cenerino in volo

## Distribuzione e habitat
È diffuso nelle zone temperate del Vecchio Mondo, a eccezione delle zone artiche e dei deserti. Vive in Europa, Africa e Asia occidentale (A. c. cinerea), Asia orientale (A. c. firasa) e Madagascar (A. c. jouyi). La popolazione mondiale stimata è di alcuni milioni di individui.
In Italia nidifica in Pianura Padana, in Toscana, Liguria e in Sicilia.
Negli ultimi decenni in particolare, si è assistito ad un notevole aumento della popolazione in Italia (come nella specie affine Ardea alba), tant'è vero che diverse popolazioni in Pianura Padana, Liguria e Toscana sono divenute stanziali.
L'airone cenerino si può trovare in molti habitat differenti, con preferenza per quelli ricchi di prede e con acque basse. Si trova generalmente in pianura, ma occasionalmente si può spingere (e nidificare, in alcune parti del mondo) anche a più di 3000 m di quota. Nidifica in garzaie realizzate in luoghi protetti, alberati e generalmente vicini all'acqua, anche se si è assistito a garzaie costruite in luoghi distanti da fonti d'acqua (segno di un forte adattamento della specie in zone bonificate e vicine all'uomo).

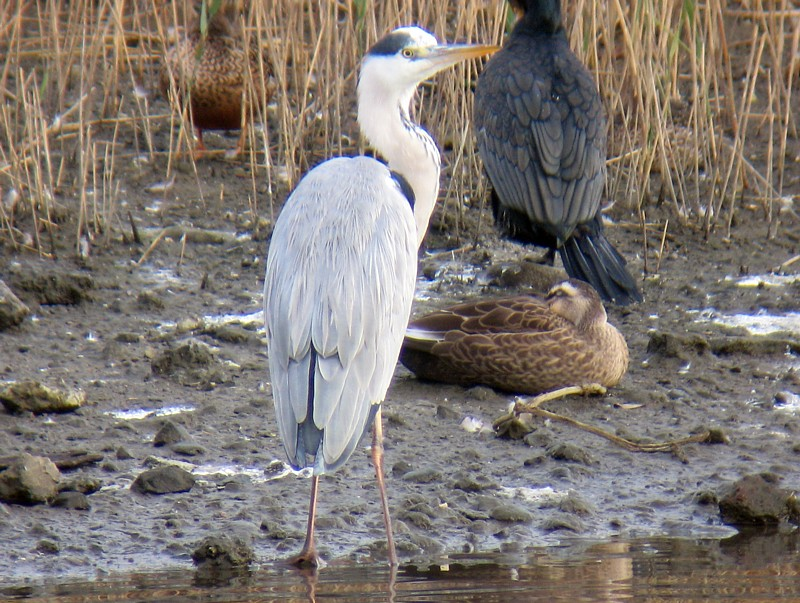
Airone cenerino assieme a due femmine di germano reale ed un cormorano
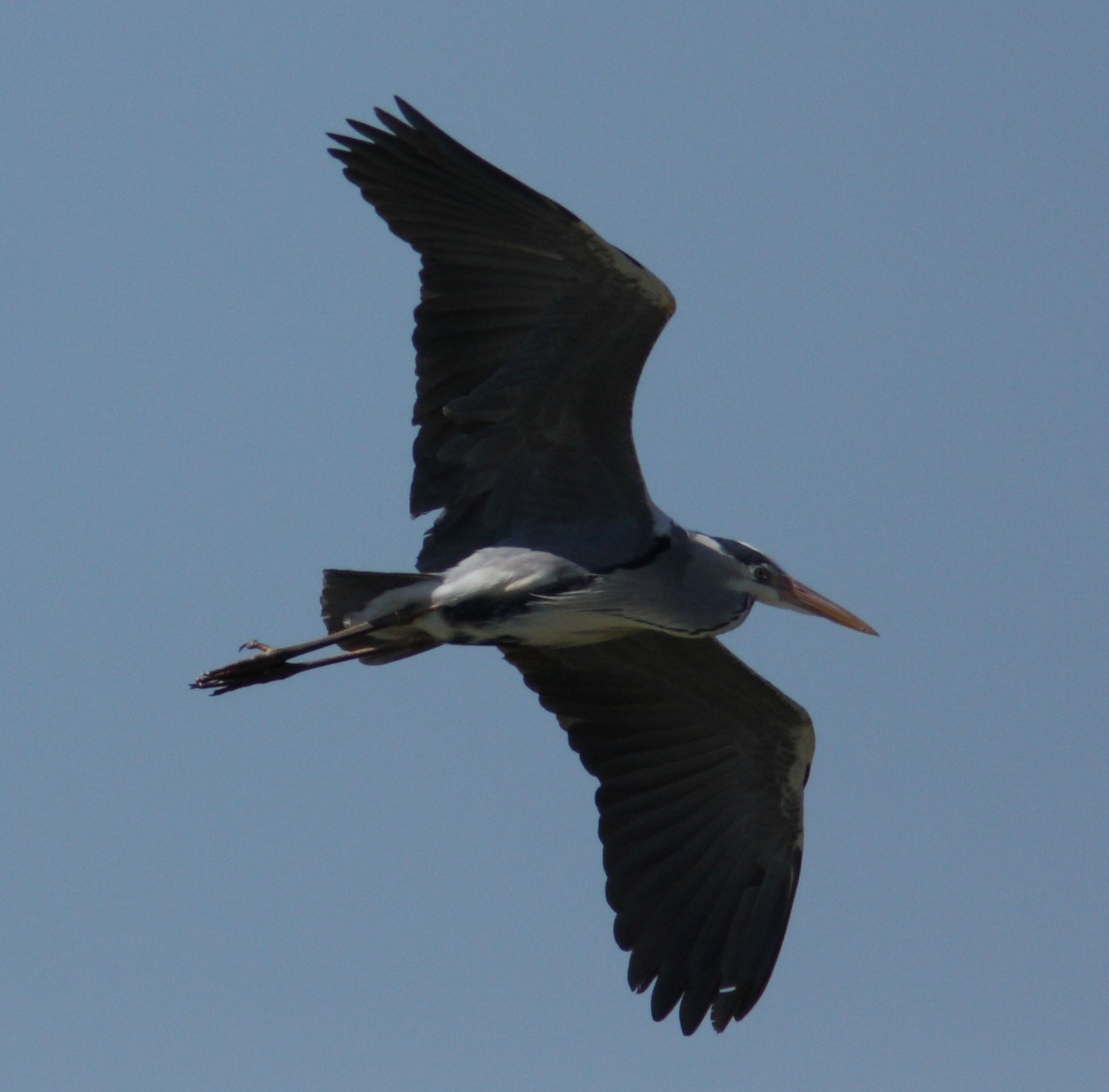
Airone cenerino in volo - Lago di Alviano
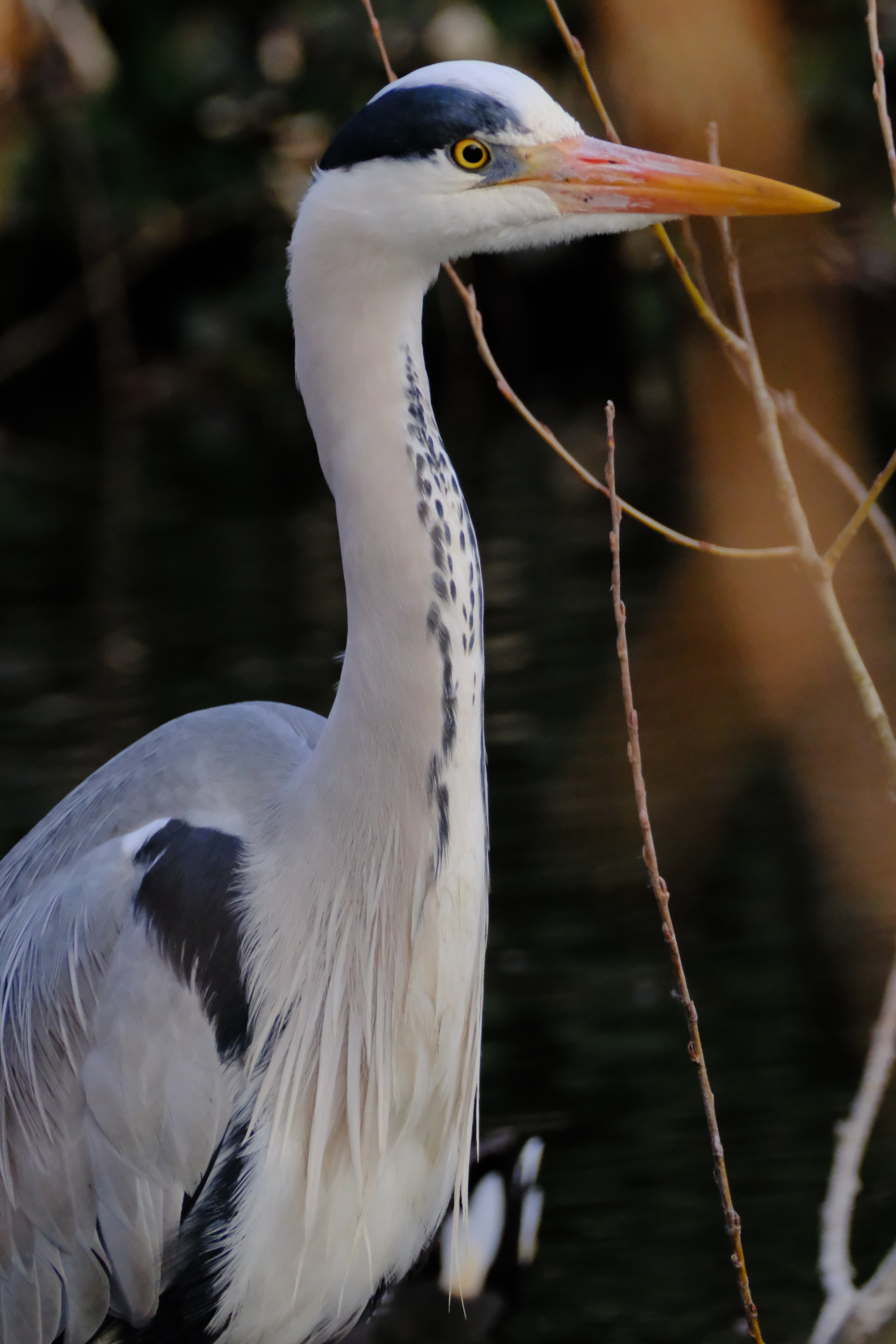
Airone Cenerino, Parco Nord Milano, inverno 2023
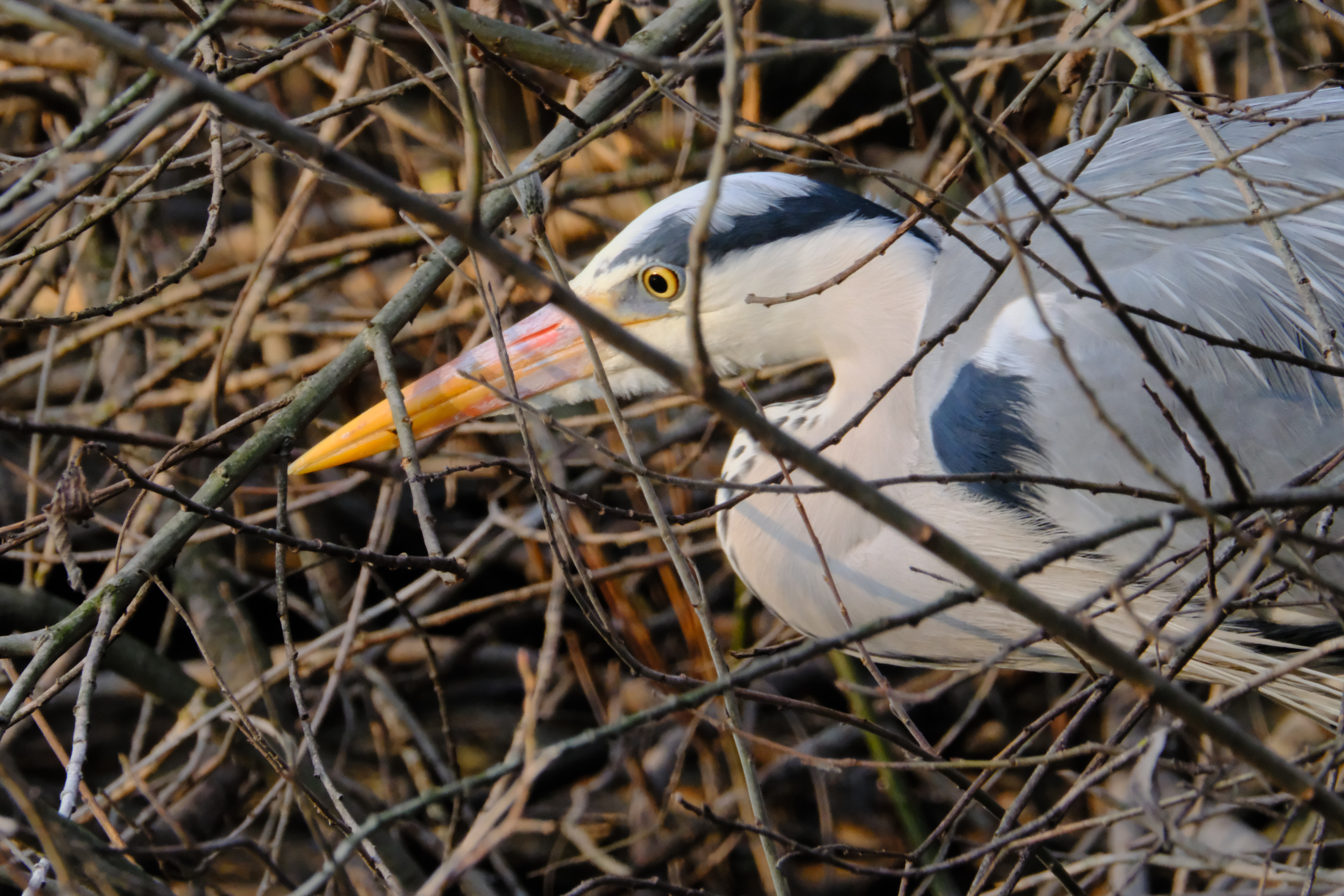
Airone Cenerino, Parco Nord Milano, inverno 2023

## Tassonomia

### Sottospecie
L'airone cenerino si presenta in quattro distinte sottospecie:
- A. c. cinerea Linnaeus, 1758 - Europa, Africa, Asia occidentale, sino all'India;
- A. c. firasa Hartert, 1917 - Madagascar, Comore e Aldabra;
- A. c. jouyi A.H. Clark, 1907 - Asia orientale (Cina, Corea, Giappone, Sumatra e Giava)
- A. c. monicae Jouanin & Roux, 1963 - isole di Banc d'Arguin (Mauritania).

### Specie affini
La specie filogeneticamente più affine risulta essere l'airone azzurro maggiore, Ardea herodias Linnaeus, 1758, diffuso nelle Americhe.

## Conservazione
La IUCN Red List la classifica come specie a basso rischio (Least Concern).
In Italia è una specie protetta ai sensi della legge 157/92.

## Nella cultura di massa
L'airone cenerino ha una presenza più che millenaria nella letteratura, dell'arte e della mitologia folcloristica giapponese. Detti sagi in giapponese, rispetto alla gru, simboleggiante la pace, la fortuna e la longevità, l'airone risulta essere più misterioso, la cui presenza è legata agli spiriti, agli dei, alla morte ed ad un altro mondo. Il primo riferimento noto ad un airone nella letteratura giapponese potrebbe trovarsi nel Kojiki, redatto nel 712: in una delle storie contenute al suo interno, quando un principe muore lontano da casa, la sua anima si trasforma in un uccello bianco. Sebbene non sia esplicitamente nominato come un airone cenerini, da allora gli aironi appaiono spesso in prossimità della morte e gli uccelli in generale sono associati alla morte e ai funerali, persino alle processioni o ad altri riti funebri, nei racconti tradizionali e nell'arte nipponica.
Questa specie è poi personaggio principale nel film "Il ragazzo e l'airone" del Premio Oscar Hayao Miyazaki.